# 福岡県道204号田川犀川線
福岡県道204号田川犀川線（ふくおかけんどう204ごう たがわさいがわせん）は、福岡県田川市から京都郡みやこ町に至る一般県道である。

## 概要
田川市魚町の田川伊田駅前を起点とし、香春町柿下 - みやこ町犀川大坂の区間は大坂山の山麓を越える山道となり、大坂山を下りると今川沿いの福岡県道34号行橋添田線と交わる。また大坂山は北九州、筑豊地区の地上デジタル放送、ラジオ放送等の電波塔が林立する山としても有名である。概ね片側1車線の道路であるが、大坂山付近は標高が高いため積雪時には路面凍結に通行に注意が必要である。
この路線の約半分が平成筑豊鉄道田川線の上伊田駅 - 勾金駅 - 柿下温泉口駅間、それに犀川駅と並行するように走っている。

### 路線データ
- 起点：福岡県田川市魚町（JR九州日田彦山線・平成筑豊鉄道伊田線 田川伊田駅前、福岡県道41号伊田停車場線起点）
- 終点：福岡県京都郡みやこ町犀川本庄（下本庄交差点、福岡県道239号木井馬場犀川停車場線交点、福岡県道240号下深野犀川線終点）

## 路線状況

### 重複区間
- 福岡県道455号号今任原伊田線（田川市大字伊田・新橋交差点 - 田川市大字伊田・古賀町交差点）
- 福岡県道52号八女香春線（田川郡香春町大字中津原）
- 福岡県道418号英彦山香春線（田川郡香春町大字柿下）

### 道路施設

#### 橋梁
- 新橋（彦山川、田川市）
- 鞘元橋（御祓川、田川郡香春町）

## 地理

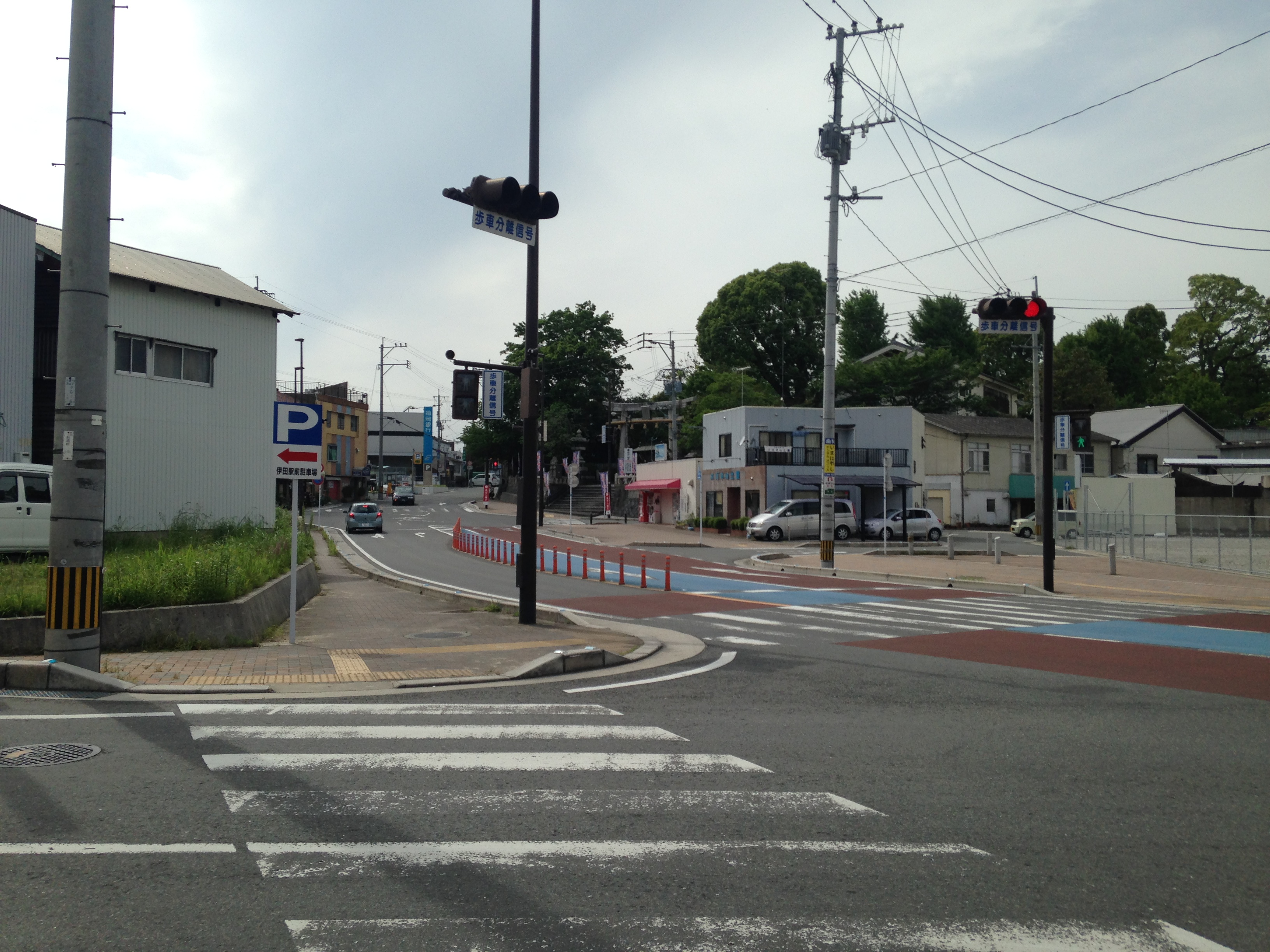
2021年現在の起点付近。田川伊田駅前の道路整備に伴い、新たに県道204号の指定となった区間

### 通過する自治体
- 田川市
- 田川郡香春町
- 田川郡赤村
- 京都郡みやこ町

### 交差する道路
| 交差する道路                                                                                     | 市町村名 | 市町村名 | 交差する場所 | 交差する場所        |
| ------------------------------------------------------------------------------------------------ | -------- | -------- | ------------ | ------------------- |
| 福岡県道41号伊田停車場線                                                                         | 田川市   | 田川市   | 魚町         | 起点                |
| 福岡県道455号号今任原伊田線 重要区間起点                                                         | 田川市   | 田川市   | 大字伊田     | 新橋交差点          |
| 福岡県道67号田川桑野線 福岡県道455号今任原伊田線 重要区間終点                                    | 田川市   | 田川市   | 大字伊田     | 古賀町交差点        |
| 福岡県道456号金田夏吉伊田線                                                                      | 田川市   | 田川市   | 大字伊田     |                     |
| 福岡県道52号八女香春線 重複区間起点                                                              | 田川郡   | 香春町   | 大字中津原   |                     |
| 福岡県道52号八女香春線 重複区間終点                                                              | 田川郡   | 香春町   | 大字中津原   | 中津原交差点        |
| 国道322号 / バイパス                                                                             | 田川郡   | 香春町   | 大字柿下     | [ 注釈 1 ]          |
| 福岡県道418号英彦山香春線 重複区間起点                                                           | 田川郡   | 香春町   | 大字柿下     |                     |
| 福岡県道418号英彦山香春線 重複区間起点                                                           | 田川郡   | 香春町   | 大字柿下     |                     |
| 福岡県道34号行橋添田線                                                                           | 京都郡   | みやこ町 | 犀川大村     |                     |
| 福岡県道241号津野犀川線                                                                          | 京都郡   | みやこ町 | 犀川本庄     |                     |
| 福岡県道239号木井馬場犀川停車場線 福岡県道240号下深野犀川線 京築広域農道 / 京築アグリライン 重複 | 京都郡   | みやこ町 | 犀川本庄     | 下本庄交差点 / 終点 |

### 交差する鉄道
- 平成筑豊鉄道田川線

### 沿線
- JR九州日田彦山線・平成筑豊鉄道田川線
  - 田川伊田駅 - 上伊田駅
- 平成筑豊鉄道田川線
  - 勾金駅 - 柿下温泉口駅 - 犀川駅